# 翼茎水芹菜
翼茎水芹菜（学名：Oenanthe pterocaulon）为伞形科水芹属下的一个种。